# هانس بيتر مارتن
هانس بيتر مارتن (بالألمانية: Hans-Peter Martin)‏ هو صحفي وكاتب وسياسي نمساوي، ولد في 11 أغسطس 1957 في بريغنز في النمسا. نشط حزبياً في Hans-Peter Martin's List ‏. في انتخابات البرلمان الأوروبي 1999، انتخب عضو في البرلمان الأوروبي عن دائرة النمسا ‏ لترشحه ضمن  قائمة Hans-Peter Martin's List ‏، وقد انضم خلال فترته النيابية (20 يوليو 1999 – 19 يوليو 2004)  للكتلة البرلمانية غير مرتبطين وفي انتخابات البرلمان الأوروبي 2004، انتخب عضو في البرلمان الأوروبي عن دائرة النمسا ‏ لترشحه ضمن  قائمة Hans-Peter Martin's List ‏، وقد انضم خلال فترته النيابية (20 يوليو 2004 – 13 يوليو 2009)  للكتلة البرلمانية غير مرتبطين وفي انتخابات البرلمان الأوروبي 2009، انتخب عضو في البرلمان الأوروبي عن دائرة النمسا ‏ لترشحه ضمن  قائمة Hans-Peter Martin's List ‏، وقد انضم خلال فترته النيابية (14 يوليو 2009 – 30 يونيو 2014)  للكتلة البرلمانية غير مرتبطين.

## من مؤلفاته
- فخ العولمة.[4]

## وصلات خارجية
- الموقع الرسمي